# レモンスタジオ
株式会社レモンスタジオ（英: LEMON STUDIO CORPORATION）は、関西テレビ放送（カンテレ）100%出資の完全子会社で、東京メディアシティ（TMC、東京都世田谷区砧）に入居しているテレビスタジオ「レモンスタジオ」を運営する企業。
1992年（平成4年）2月1日設立。
在阪局が東京都内に構える唯一のテレビスタジオであり、関西テレビ制作の全国ネット番組の多くを担う一大拠点である。

## 概要
メインはカンテレや系列であるフジテレビで放送される全国ネット番組及び関西ローカル向け番組の収録に使用されるが、他の在阪局やフジテレビが制作のドラマやバラエティ番組の収録に使われることもある。
カンテレでは旧本社の面積や関東圏を拠点とするタレントのブッキングの都合上、本スタジオがオープンする以前から東京を収録拠点とする番組が比較的多く、従前より東京都内の貸スタジオやフジテレビのスタジオを間借りして収録していたが、本スタジオのオープンを機に都内で収録していた番組（『さんまのまんま』、『ねるとん紅鯨団』等全国ネット放送のトーク・バラエティ番組及びドラマ番組など）の大半をレモンスタジオでの収録に集約することとなった。
FNS及びFNN系列で、本社演奏所以外にこのようなスタジオを持っているのは、他にフジテレビのフジテレビ湾岸スタジオがある。
なお入居先のTMCは、カンテレ（阪急阪神ホールディングスグループ）と同じ阪急阪神東宝グループに属する国際放映（東宝グループ）が運営している。
スタジオ名がレモンスタジオであるだけに、スタジオのロゴにはレモンがあしらわれている。

## 沿革
- 1992年 (平成4年)
  - 2月1日、株式会社レモンスタジオ（資本金8,000万円）設立。
  - 4月1日、スタジオ開業（L1スタジオ：250坪、L2スタジオ：150坪）
- 2003年 (平成15年）
  - 1月、L１スタジオ映像HD化・L１スタジオ音声卓更新・L1スタジオハンディクレーン更新
  - 12月1日、地上デジタル放送（東京・大阪・名古屋）開始
- 2007年 (平成19年) 2月、L2スタジオ映像HD化
- 2011年 (平成23年) 7月24日、地上アナログ放送終了・地上デジタル放送完全移行
- 2012年 （平成24年）
  - 2月、L１スタジオ照明卓更新
  - 3月、L2スタジオ照明卓・音声卓更新・L2スタジオハンディクレーン更新
  - 10月、L1スタジオカメラペデスタル更新
- 2014年 (平成26年)
  - 1月、アナブース更新
  - 11月、L2スタジオカメラペデスタル更新
- 2015年 (平成27年) 3月、L1スタジオ副調整室映像メインモニター棚・音声卓モニター棚・VE卓モニター更新・L1L2スタジオ周波数移行のためワイヤレスマイク更新
- 2016年 (平成28年)
  - 4月、L1スタジオスタンダードカメラ有機ELビューファインダーに更新
  - 5月、L1スタジオハンディクレーン有機ELビューファインダーに更新
- 2019年 (平成31年) 3月、L1スタジオ映像システム・音声卓・照明調光盤・調光ソフトを更新、ホリゾントライトをフルカラーLED化。吊物昇降装置を全面更新

## 所在地
- 東京都世田谷区砧5丁目7番1号　東京メディアシティ内

## スタジオ設置地
特記以外全てカンテレ制作及びフジテレビ系。

### L1スタジオ
4K/HD対応〔250坪〕

#### 現在L1スタジオを使用する番組
- カンテレ制作のドラマ（月10枠）
- 人生、歌がある（BS朝日）
- 日曜日の初耳学（MBS制作・TBS系）
- 7.2 新しい別の窓（ABEMA）
- 火曜は全力!華大さんと千鳥くん

#### 以前L1スタジオで使用された番組
- カンテレ制作のドラマ（月10⇒火10⇒ 火9枠）
  - 君が見えない※SD
  - 妊娠ですよ※SD
  - 我慢できない!※SD
  - 君を想うより君に逢いたい※SD
  - 100億の男※SD
  - 妊娠ですよ2※SD
  - 明日はだいじょうぶ※SD
  - いい日旅立ち〜4つの卒業〜※SD
  - 勝利の女神※SD
  - もう我慢できない!※SD
  - ゆずれない夜※SD
  - 彼※SD
  - いいひと。※SD
  - フェイス※SD
  - シングルス※SD
  - 太陽がいっぱい※SD
  - ドンウォリー!※SD
  - GTO（1998年版）※SD
  - ソムリエ※SD
  - 救急ハート治療室※SD
  - 砂の上の恋人たち※SD
  - ショカツ※SD
  - 神様のいたずら※SD
  - 2001年のおとこ運※SD
  - 傷だらけのラブソング※SD
  - 恋するトップレディ※SD
  - 春ランマン※SD
  - 天体観測※SD
  - アルジャーノンに花束を※SD
  - 僕の生きる道※SD
  - マルサ!!東京国税局査察部※SD
  - クニミツの政※SD
  - ハコイリムスメ!※SD
  - 僕と彼女と彼女の生きる道
  - アットホーム・ダッド
  - 君が想い出になる前に
  - マザー&ラヴァー
  - みんな昔は子供だった
  - 曲がり角の彼女
  - がんばっていきまっしょい
  - 鬼嫁日記
  - アンフェア
  - ブスの瞳に恋してる
  - 結婚できない男
  - 僕の歩く道
  - ヒミツの花園
  - 鬼嫁日記 いい湯だな
  - 牛に願いを Love&Farm
  - スワンの馬鹿! 〜こづかい3万円の恋〜
  - あしたの、喜多善男〜世界一不運な男の、奇跡の11日間〜
  - 無理な恋愛
  - モンスターペアレント
  - チーム・バチスタの栄光
  - トライアングル
  - 白い春
  - 恋して悪魔〜ヴァンパイア☆ボーイ〜
  - リアル・クローズ
  - まっすぐな男
  - チーム・バチスタ2 ジェネラル・ルージュの凱旋
  - 逃亡弁護士
  - ギルティ 悪魔と契約した女
  - 美しい隣人
  - グッドライフ〜ありがとう、パパ。さよなら〜
  - チーム・バチスタ3 アリアドネの弾丸
  - HUNTER〜その女たち、賞金稼ぎ〜
  - ハングリー!
  - 37歳で医者になった僕〜研修医純情物語〜
  - GTO（2012年版）
  - サキ
  - 幽かな彼女
  - スターマン・この星の恋
  - よろず占い処 陰陽屋へようこそ
  - チーム・バチスタ4 螺鈿迷宮
  - ブラック・プレジデント
  - GTO（2014年版）
  - 素敵な選TAXI
  - 銭の戦争
  - 戦う!書店ガール
  - HEAT
  - サイレーン 刑事×彼女×完全悪女
  - お義父さんと呼ばせて
  - 僕のヤバイ妻
  - ON 異常犯罪捜査官・藤堂比奈子
  - メディカルチーム レディ・ダ・ヴィンチの診断
  - 嘘の戦争
  - 僕たちがやりました
  - 明日の約束
  - FINAL CUT
  - 健康で文化的な最低限度の生活
  - 僕らは奇跡でできている
  - 後妻業
  - パーフェクトワールド
  - TWO WEEKS
  - まだ結婚できない男
  - 10の秘密
  - 竜の道 二つの顔の復讐者
  - 姉ちゃんの恋人
  - 青のSP―学校内警察・嶋田隆平―
- ねるとん紅鯨団
- とんねるずのハンマープライス ※SD
- ドリフ大爆笑 （フジテレビ発局、企画制作イザワオフィス）※SD
- HEY!HEY!HEY! MUSIC CHAMP（フジテレビ制作）　※SD・末期は湾岸スタジオ使用
- TK MUSIC CLAMP（フジテレビ制作）
- SMAP×SMAP（関西テレビ・フジテレビ共同制作）
- 三枝の愛ラブ!爆笑クリニック　※SD・末期に関西テレビ本社と交代で使用。*
- 発掘!あるある大事典・発掘!あるある大事典Ⅱ　※Ⅱは一部の回において関西テレビ本社を使用。
- ジャングルTV 〜タモリの法則〜（MBS制作・TBS系）※SD
- タモリのグッジョブ!胸張ってこの仕事（MBS制作・TBS系）※SD
- 世界バリバリ☆バリュー（MBS制作・TBS系）
- 明日使える心理学!テッパンノート（MBS制作・TBS系）
- 元気家族テレビ となりのマエストロ（MBS制作・TBS系）
- カヴァーしようよ!（テレビ東京系）
- 発見!なるほどレストラン 日本のおいしいごはんを作ろう!
- ニッポンのぞき見太郎 あなたは多数派?少数派?
- 奇跡体験!アンビリバボー（フジテレビ制作）　※現在はフジテレビ本社スタジオ（FCGビル）で収録。
- 華丸大吉&千鳥のテッパンいただきます!

その他多数

### L2スタジオ
HD／SD対応〔150坪〕

#### 現在L2スタジオを使用する番組
- さんまのまんま
- 桃色つるべ〜お次の方どうぞ〜　※主に関東在住のゲストが出演する回において使用。素人や在阪タレントがゲスト出演する回は関西テレビ本社を使用。
- おかべろ ※回によっては、フジテレビの本社スタジオ（FCGビル）や湾岸スタジオ、関西テレビ本社を使用。

#### 以前L2スタジオで使用された番組
- 新伍&紳助のあぶない話
- 世界痛快伝説!!運命のダダダダーン!（朝日放送制作・テレビ朝日系）
- グータンヌーボ
- ヴァーナル・ビューティトーク※SD
- 雨上がり食楽部（関西ローカル向け番組）
- 通販美人 Trend Collection（関西ローカル向け番組）
- くらべるくらべらー（MBS制作・TBS系）
- ヒットの泉〜ニッポンの夢ヂカラ!〜（朝日放送テレビ制作・テレビ朝日系）
- ＃nakedEve
- 有吉弘行のダレトク!?
- 華丸大吉&千鳥のテッパンいただきます!
- 村上マヨネーズのツッコませて頂きます!
- 欅って、書けない?（テレビ東京系）

### L1・L2スタジオ共用番組
- 志村けんのバカ殿様（フジテレビ発局、企画制作イザワオフィス）
- 志村けんのだいじょうぶだぁスペシャル（同上）

### その他
- 所JAPAN
- セブンルール
- 関ジャニ∞のジャニ勉
- 教えてもらう前と後（MBS制作・TBS系）
- ポツンと一軒家（ABC制作・テレビ朝日系　2022年末まで旧TBS砧スタジオで収録）

以上5番組はレモンスタジオで収録されているが、L1・L2スタジオのどちらを使用しているかは不明。

### 技術
- 共同テレビジョン（共テレ）
- フジ・メディア・テクノロジー（旧八峯テレビ）
- ニユーテレス
- バスク
- TBSアクト（旧東通/エヌ・エス・ティー）

### 美術
- フジアール